# 中国驻波兰大使馆
中华人民共和国驻波兰共和国大使馆（波蘭語：Ambasada Chińskiej Republiki Ludowej w Rzeczypospolitej Polskiej），简称中国驻波兰大使馆，是中华人民共和国驻波兰共和国的外交代表机构，位于博尼弗拉特尔斯卡大街1号（ul. Bonifraterska 1）。

## 机构设置
中国驻波兰大使馆设置下列机构：
- 政治处
- 新闻和公共外交处
- 经济商务处
- 文化处
- 科技教育处
- 武官处
- 办公室